# Olympische Jugend-Sommerspiele 2018/Teilnehmer (Katar)
| Gelbes Symbol für Goldmedaillen mit stilisierten Olympischen Ringen | Graues Symbol für Silbermedaillen mit stilisierten Olympischen Ringen | Braundes Symbol für Bronzemedaillen mit stilisierten Olympischen Ringen |
| ------------------------------------------------------------------- | --------------------------------------------------------------------- | ----------------------------------------------------------------------- |
| 2                                                                   | —                                                                     | —                                                                       |

Die Jugend-Olympiamannschaft aus Katar für die III. Olympischen Jugend-Sommerspiele vom 6. bis 18. Oktober 2018 in Buenos Aires (Argentinien) bestand aus fünf Athleten.

## Athleten nach Sportarten

### Leichtathletik
Jungen
- Abdelaziz Mohamed
200 m: Gold
- Owaab Barrow
110 m Hürden: Gold
- Ahmad Al-Haj
Diskuswurf: 11. Platz

### Reiten
- Mohammed Alqashouti
Springen Einzel: DNF
Springen Mannschaft: 4. Platz (im Team Australasien)

### Schwimmen
Jungen
- Yacob Al-Khulaifi
100 m Schmetterling: 38. Platz